# Süd-Kasai
Süd-Kasai (offizieller Name État autonome du Sud-Kasaï bzw. État minier du Sud-Kasaï) war ein international nicht anerkannter Staat auf dem Territorium von Kongo (Kinshasa) während der Kongo-Krise von 1960 bis 1961.

## Staatsgründung
Kasai war eine Provinz von Belgisch-Kongo, die ihren Namen vom Fluss Kasai erhielt. Der südliche und südöstliche Teil der Provinz wurde vom Volk der Baluba (auch Luba genannt) bewohnt. Noch bevor Kongo (Kinshasa) am 30. Juni 1960 von Belgien in die Unabhängigkeit entlassen wurde, kam es zu Spannungen zwischen verschiedenen Volksgruppen und der Zentralregierung. Am 14. Juni 1960 erklärte der aus einer führenden Baluba-Familie stammende Albert Kalonji den Süden der Provinz zum „Autonomen Staat Süd-Kasai“. Die Unabhängigkeit wurde mit einer zweiten Proklamation am 8. August 1960 bestätigt, der junge Staat gleichzeitig in „Bergbaustaat Süd-Kasai“ umbenannt; Hauptstadt wurde Bakwanga, das heutige Mbuji-Mayi. Die Notabeln des Baluba-Volkes riefen am 12. April 1961 Albert Kalonjis Vater zum Mulopwe (König) aus, der jedoch sofort zu Gunsten seines Sohnes abdankte.

## Ende der Sezession
Süd-Kasai wurde im bald nach der Sezession beginnenden Krieg mit der Zentralregierung vom belgischen Bergbaukonzern Forminière und belgischen Streitkräften unterstützt. Als es der undisziplinierten kongolesischen Armee am 25./26. August 1960 kurzzeitig gelang, Bakwanga zu erobern, kam es zu einem Massaker unter der Zivilbevölkerung. Erst im Herbst 1961 konnte die kongolesische Armee, unterstützt von UNO-Einheiten, wieder militärische Erfolge verbuchen, und am 30. Dezember 1961 war Süd-Kasai wieder unter Kontrolle der Zentralregierung. Albert Kalonji geriet in Gefangenschaft, aus der er sich am 7. September 1962 durch Flucht entziehen konnte. Der Versuch einer erneuten Sezession scheiterte schon nach einem Monat.
Nach der Kapitulation wurde die Provinz Kasai in eine westliche (Kasai-Occidental) und eine östliche Hälfte (Kasaï-Oriental) geteilt.